# Digama albicostata
Digama albicostata là một loài bướm đêm thuộc phân họ Arctiinae, họ Erebidae.